# 阿洛赛纳
阿洛赛纳，是西班牙安达卢西亚自治区马拉加省的一个市镇。 总面积34平方公里，总人口2231人（2001年），人口密度66人/平方公里。